# Deléció

Deléció a kromoszómán

A deléció (vagy kiesés) egy olyan genetikai jelenség, melynek során a kromoszóma egy darabja és az általa hordozott genetikai információ elvész. Ez történhet a kromoszóma végéről (terminális deléció) vagy valamelyik karvég alatti területéből (intersticiális deléció). Utóbbi esetben a közti szakasz elvesztése után a szabadon maradt végek "összeforrnak". Az 5-ös kromoszóma rövid karjának terminális deléciója jellemző a súlyos, halálos kimenetelű macskanyávogás-szindrómára (Cri du chat).